# 社會安全號碼
社會保障號碼是美國聯邦政府依據美國社會保障法205條C2的規定發給本國公民、永久居民、臨時（工作）居民的一組九位數字號碼。這組數字由聯邦政府社会保障署發放給個人。社會保障號碼主要的目的是為了追蹤個人的納稅資料，但近年來已經成為實際上的身份证。社會保障號碼可利用SS–5申請表格獲得，是依據《聯邦法令集》（Code of Federal Regulations）第20章422條103項b的記載。

## 歷史
作為羅斯福新政社會保障計畫的一部份，第一組社會保障號碼是在1936年11月由社會保障局發行；隨後在三個月之內，共發行了約兩千五百萬組社會保障號碼。在1986年以前，大部分14歲以下的兒童和青少年並沒有社會保障號碼，這是由於號碼的主要目的為追蹤賦稅資料，而14歲以下的民眾很少會有固定的收入來源。在1986年美國稅法修正後，5歲以上且沒有社會保障號碼的民眾無法被申報為扣除稅款的扶養對象（dependents on tax returns）；到了1990年，稅法再度將限制年齡下修為1歲；到最後，刪除了年齡限制，改為所有民眾皆必須持有社會保障號碼才可申報為稅款扣除對象。從此之後，許多父母都在小孩出生後立刻為他們申請社會保障號碼。到了今日，社會保障號碼已可與出生證明書同時申請。

## 目的和運用
這組號碼的最初是為了在社會保障計畫內追蹤個人的收支帳戶。雖然偶爾會有重複登錄的錯誤發生，但社會保障號碼隨後開始成為美國的個人身分識別的依据。許多雇傭（工作）、醫療、教育、和信用記錄都使用社會保障號碼作為索引的依據。美國軍隊也使用社會保障號碼作為士兵的識別號碼，1969年7月1日由陸軍和空軍開始使用，接著海軍和海軍警察隊、海岸巡防隊分别在1972年1月1日和1974年10月1日跟進。

### 非全面性運用

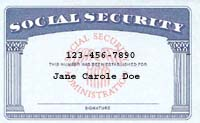
社會保障卡。图片示例中为10位数，真实卡片为3-2-4组成的9位数

社會保障（Social Security）原本是美國的全面性社會醫療保障稅捐，但當老年醫療照顧計劃(Medicare)在1965年通過後，反對社會醫療保障的部份宗教團體被允許脫離這套系統。因此並非每一個美國人都有加入社會保障計畫，也不是所有人都持有社會保障號碼。然而，父母需要社會保障號碼，才能將自己的小孩申報為所得稅扶養對象，而國稅局也要求所有的企業必須取得所有員工的社會保障號碼（或其他替代的識別號碼，如後述）。只有願意負擔額外的稅款且不在任何公司工作的人，才能夠在沒有社會保障號碼的情況下正常生活。其中阿米希人積極的抵抗全面性的社會保障計畫，例如推動取消「獲得狩獵許可證需要提供社會保障號碼」的規定。

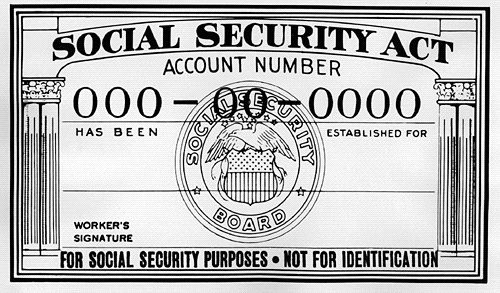
舊版的社會保障卡片，上面印有「不得作為身分證明」(NOT FOR IDENTIFICATION)的字樣。

在1980年代以前，社會保障卡片上有註明不得作為身分證明使用的規定。但由於幾乎美國的所有國民都持有社會保障號碼，在各方面使用號碼都變得十分便利，因此這個訊息便被移除了。
仍然有部份民眾並未持有社會保障號碼。但在沒有社會保障號碼的情況下，要進行合法的金融活動已經越來越難，包括開設銀行帳戶或申請貸款都需要社會保障號碼。而法律也允许公司不对沒有社會保障號碼的人提供服务。

### 聯邦納稅人識別號碼
美國國稅法中記載，「除了在財政長官或其委任者授權下的發行之外，依據社會保障法205條c2A所發行給個人的社會保障號碼，應依照其名稱所示作為個人的識別號碼之用。」
因此無資格取得社會保障號碼，但又需要退稅記錄的個人，由美國國稅局發給「個人納稅識別號碼」（Individual Taxpayer Identification Number）。

### 社會保障卡片的種類
社會保障卡片共有三種。最普遍的類型包含了持卡人的姓名和號碼，主要是發給美國公民和永久居民。另外還有兩種受到限制的社會保障卡：
- 註明「NOT VALID FOR EMPLOYMENT」（不適用於工作）。這類型的卡片無法用於就業所需的證明，並不可作為I-9表格（由雇主提出的工作者適任證明）中C列表（申請工作許可所需資料）的文件。
- 註明「VALID FOR WORK ONLY WITH DHS AUTHORIZATION」（國土安全部認可時適用於工作）。這類型的卡片是發給擁有美國臨時工作許可的民眾。可適用於I-9表格所需的文件，但須與工作許可卡片一起使用。

美國國會於2004年通過了「情報改革與預防恐怖主義法」(The Intelligence Reform and Terrorism Prevention Act)，其中包括要求社會保障局重新設計社會保障卡片以防止偽造。從2006年4月至2007年8月，社會保障局(SSA)、美國政府印刷局(GPD)，以及國土安全部組成執行委員會並著手重新設計社會保障卡片。新的社會保障卡片設計包括了隱藏和公開的防偽安全設計。

### 個人身分竊取
許多民眾和關注隱私權人士擔心社會保障號碼的洩漏和使用過程可能會造成問題。
由於社會保障號碼和其他許多種類的身分識別有所關連，且社會保障號碼被認定為一種認證，因此許多竊取個人資料的犯罪是利用社會保障號碼進行。許多金融機構在開設銀行帳戶、申請信用卡或核發貸款時會要求提出社會保障號碼，因為普遍認為持有者以外的人士並不會知道這組號碼。
社會保障卡片並沒有包含任何類型的生物認證設計，因此無法確認使用者是否為持卡人本人；此外也無法利用其他的相關文件輔佐證明，因為盜用者亦可使用非本人的社會保障號碼申請其他相關文件。這些問題都造成了社會保障號碼盜用情形的惡化。美國國會正在檢討限制社會保障號碼的使用範圍，研擬禁止商業上的使用（例如租車時的申請）。
社會保障局建議若遇到須提供社會保障號碼或卡片的場合，民眾應該詢問對方所依據的法律。

## 更換號碼
在某些條件下，一個人可以申請新的社會保障號碼：
- 分配給同一家庭成員的序號出現問題；
- 號碼與別人重複；
- 此人是家庭暴力或騷擾的受害者，而且顯然需要更改其數字以確保其人身安全；
- 當一個人成為身份盜竊的受害者時，而且他們的社會保障號碼仍然存在問題；
- 當一個人因顯而易見的宗教原因反對一個數字（如某些基督徒不愿使用数字666）。

## 號碼結構
社会保障号码是由九个数字组成的号码，格式为“AAA-GG-SSSS”。号码分为三个部分： 前三位称作区域号码（A，area number），因它们曾经按照地理区域进行分配；中间两位称作群组号码（G，group number）；最后四位为序号（S，serial number）。
2011年6月25日，美国社会保障局将社会保障号码的分配流程变更为“SSN随机化”分配。社会保障号码的随机化对号码分配流程的影响有以下几点：
1. 随机化分配消除了社会保障号码前三位数字（即曾经称作区域号码的三位数字）和地理位置的相关性，不再根据所在州发放特定的号码。
2. 随机化分配同时消除了每个区域号码中最大群组号码的分布规律；因此，最大群组号码列表已冻结，且只能用于验证早于随机化实施日期之前所发放的社会保障号码（请见“有效的社会保障号码”一节）。
3. 先前未分配的区域号码也同时启用，但不包括特殊的区域号码000、666和900至999。

另外，因为個人納稅識別號碼（ITIN）由美国国家税务局（IRS）发放，ITIN的分配并未受此次社会保障局所做修改的影响。

### 历史結構
以下內容來自美國社會保障局網站 （页面存档备份，存于）
2011年号码随机化分配之前，社會保障號碼是由九個數字組成的號碼，格式為「AAA-GG-SSSS」。號碼分為三個部份：
- 區域號碼（A，area number）是前三位數字，代表地理上的區域。1973年以前，社會保障卡是在地方的社會保障機構發行，而區域號碼就代表了核發該卡片的機構代碼。由於可向全國任何一間社會保障機構提出申請，因此區域號碼並不代表申請者所居住的地區。從1973年開始，社會保障局開始將核發卡片的工作集中於巴爾的摩，區域號碼的改為以申請者所指定之收件地址的郵區編號（ZIP code）為主。申請者指定的收件地址並不需要是目前的居住地址，因此區域號碼不一定能顯示申請人所居住的州份。

通常號碼是由東北部依照順序往西部發出，因此東岸民眾的區域號碼最小，西岸民眾的區域號碼最大。此外由於許多新興區域的產生，因此有些州份被分配到的區域號碼並不連續。
- 群組號碼（G，group number）為中間的兩位數字。它們與地理區域或其他資料並沒有任何相關性，僅是為了將號碼平均分配所設計的。有理論認為藉由中間兩個數字可以看出持有者的種族背景，但在 snopes.com 和社會保障局網站 （页面存档备份，存于）上已表示這只是都市傳說。群組號碼的範圍從01至99，並不按照數字大小的順序發行。為了管理上的原因，群組號碼依照以下順序發行。

1. 01至09的奇數
2. 10至98的偶數
3. 02至08的偶數
4. 11至99的奇數

- 最後的四個數字為序號（S，serial number）。它們僅代表數字上的序號，在群組內的範圍從0001至9999。

### 有效的社會保障號碼
2011年6月25日之前，有效的社會保障號碼中，區域號碼不會超過社會保障局所指定的上限772。
此外也有一些數字組合是不會出現在有效的社會保障號碼中：
- 任何數字群組中不會全為「0」（000-##-####、##-00-####、###-##-0000）[19]
- 為了避免可能產生的爭議，像 666-##-#### 這樣的號碼並不會被發行[19]。（參見獸名數目）
- 987-65-4320 至 987-65-4329 之間的號碼已保留作為廣告宣傳使用[20]。

社會保障局發佈了與區域號碼對應的最大群組號碼列表。由於群組號碼是依照一定的順序發行，因此可以藉由無效的群組號碼來辨識不合法的社會保障號碼。但許多偽造的社會保障號碼並無法依據有限的公開資訊來辨識。

### 耗盡和重複使用
社會保障管理局不重複使用社會保障號碼。自該計劃啟動以來，它已發行超過4.5億，每年使用率約為550萬。它表示它足以持續幾代而無需重複使用或改變位數。但是，有些情況下，多個人無意中被分配了相同的社會保障號碼。

## 區域號碼
2011年号码随机化分配之前的區域號碼
| 區域    | 地點                                                         |
| ------- | ------------------------------------------------------------ |
| 001–003 | 新罕布夏州                                                   |
| 004–007 | 緬因州                                                       |
| 008–009 | 佛蒙特州                                                     |
| 010–034 | 麻薩諸塞州                                                   |
| 035–039 | 羅德島州                                                     |
| 040–049 | 康乃狄克州                                                   |
| 050–134 | 紐約州                                                       |
| 135–158 | 紐澤西州                                                     |
| 159–211 | 賓夕法尼亞州                                                 |
| 212–220 | 馬里蘭州                                                     |
| 221–222 | 德拉瓦州                                                     |
| 223–231 | 維吉尼亞州                                                   |
| 232–236 | 西維吉尼亞州                                                 |
| 232     | 北卡羅萊納州                                                 |
| 237–246 | 北卡羅萊納州                                                 |
| 247–251 | 南卡羅萊納州                                                 |
| 252–260 | 喬治亞州                                                     |
| 261–267 | 佛羅里達州                                                   |
| 268–302 | 俄亥俄州                                                     |
| 303–317 | 印第安納州                                                   |
| 318–361 | 伊利諾州                                                     |
| 362–386 | 密西根州                                                     |
| 387–399 | 威斯康辛州                                                   |
| 400–407 | 肯塔基州                                                     |
| 408–415 | 田納西州                                                     |
| 416–424 | 阿拉巴馬州                                                   |
| 425–428 | 密西西比州                                                   |
| 429–432 | 阿肯色州                                                     |
| 433–439 | 路易斯安那州                                                 |
| 440–448 | 俄克拉荷馬州                                                 |
| 449–467 | 德克薩斯州                                                   |
| 468–477 | 明尼蘇達州                                                   |
| 478–485 | 愛奧瓦州（愛荷華州）                                         |
| 486–500 | 密蘇里州                                                     |
| 501–502 | 北達科他州                                                   |
| 503–504 | 南達科他州                                                   |
| 505–508 | 內布拉斯加州                                                 |
| 509–515 | 堪薩斯州                                                     |
| 516–517 | 蒙大拿州                                                     |
| 518–519 | 愛達荷州                                                     |
| 520     | 懷俄明州                                                     |
| 521–524 | 科羅拉多州                                                   |
| 525,585 | 新墨西哥州                                                   |
| 526–527 | 亞利桑那州                                                   |
| 528–529 | 猶他州                                                       |
| 530,680 | 內華達州                                                     |
| 531–539 | 華盛頓州                                                     |
| 540–544 | 奧勒岡州                                                     |
| 545–573 | 加利福尼亞州                                                 |
| 574     | 阿拉斯加州                                                   |
| 575–576 | 夏威夷州                                                     |
| 577–579 | 華盛頓哥倫比亞特區                                           |
| 580     | 維吉尼亞                                                     |
| 580–584 | 波多黎各                                                     |
| 586     | 太平洋島嶼 - 關島 - 美屬薩摩亞 - 菲律賓群島 - 北馬里亞納群島 |
| 587–665 | 加利福尼亞（大部分是南加州）                                 |
| 667–679 | 沒有使用                                                     |
| 681–699 | 沒有使用                                                     |
| 700–728 | 鐵路專用（1963年7月1日停止）                                 |
| 729–730 | 入境時產生使用                                               |
| 750–772 | 沒有使用                                                     |

## 廣告中使用的無效社會保障號碼

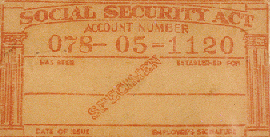
為了宣傳皮夾而印製的社會保障卡片樣本。

有些社會保障號碼會因為在廣告中被使用而失效。其中一個有名的例子發生在1938年，紐約洛克波特市的一間公司（E. H. Ferree Company）為了宣傳社會保障卡片能夠放入該公司生產的皮夾中，因此印製了社會保障卡片的樣本，並放在每一個所生產的皮夾中，這些皮夾在全美國各地皆有販售。而製造商的副董事長認為應該在樣本卡片上印刷真正的社會保障號碼，因此使用了秘書希爾達（Hilda Whitcher）的社會保障號碼。
雖然這張樣本卡片是紅色的印刷（真正的卡片為藍色）、只有真正卡片的一半大小，且正面印刷了「樣本」字樣（Specimen），仍然有許多人使用了這個社會保障號碼。當時，有超過四萬人宣稱自己持有樣本卡片上的社會保障號碼（078-05-1120）。因此社會保障局推出了廣告活動，宣導使用該組社會保障號碼是不正當的行為（希爾達也獲得了一組新的社會保障號碼）。然而這組號碼一直到39年後為止（1977年）還有12個人使用。

## 雜談
第一批以SS-5申請的社會保障號碼，在1936年11月24日星期二核發。為了能夠順利核發，美國45,000間郵局中的1,074間被選為「打字中心」，負責將社會保障號碼打印到卡片上，再送至華盛頓特區。在12月1日，作為推廣新社會保障計畫宣傳活動的其中一部份，社會保障局的喬瑟夫（Joseph L. Fay）從最初的1,000件申請記錄中選出了一件，宣佈歷史上第一個社會保障號碼是發給紐約的小約翰·大衛·史威尼（ John David Sweeney, Jr）。如同許多號碼以「-0001」結尾的人一樣，史威尼是他所屬區打字中心處理的第一筆資料。之後史威尼於1974年逝世，享壽61歲。「最低」的社會保障號碼是發給新罕布什尔州的葛瑞絲·歐文（Grace D. Owen），而在她之前有兩人拒絕接受這個「特別榮譽」號碼。

## 外部連結
- 美國社會保障局 （页面存档备份，存于）
- 失效（死亡）社會保障號碼索引 （页面存档备份，存于），資料庫中列出了近八百萬筆的社會保障號碼，皆在持有者死亡後釋出於公共領域